# 张淑妃 (齐高帝)
张淑妃（?—?），中国南北朝时期南齐高帝萧道成的宠妃，封为淑妃。萧锋、萧铉母。
张氏是萧道成登基前的妾室。她有容貌、德行。南朝宋元徽三年（475年），张氏生下萧道成第十二子萧锋，宋后废帝刘昱强娶张氏，还要害萧锋，萧道成不敢让时年四岁的萧锋住在旧宅，只能藏在张氏娘家。南朝齐建元二年（480年），张淑妃为萧道成生下第十九子萧铉。张淑妃是齐高帝宠妃，萧铉在众子中最幼，故最受宠爱。
高帝侄萧鸾专权后，于延兴元年（494年）杀萧锋，篡位为齐明帝后，又于永泰元年（498年）杀萧铉及其二子。